# Дирекционный угол

6-градусные зоны В Проекции Гаусса — Крюгера

1-я четверть n-градусной зоны и линии параллельный осевому меридиану

Дирекционный угол — горизонтальный угол, измеряемый на плоскости по ходу часовой стрелки от 0° до 360° между северным направлением осевого меридиана зоны прямоугольных координат (линией сетки топографической карты) и направлением на ориентир. Дирекционные углы направлений измеряются преимущественно по карте.
Вся земная поверхность, будучи сфероидической, не может быть перенесена на плоскость без разрывов и искажений. Поэтому её разделили на равные части ограниченные меридианами с разностью долгот в n градусов, имеющие наименование n-градусной координатной зоны. В каждой такой зоне за вертикальную ось координат (ось Х) принят осевой меридиан. Горизонтальная ось Y дополняет систему до правой и служит во всех зонах линией экватора. Пересечение осей в каждой зоне принимается за начало координат. Значение координат Х положительными считается к северу от линии экватора (OY). Угол по ходу часовой стрелки от 0° до 360° между северным направлением оси Х (вертикальной линией километровой сетки) и направлением на предмет является Дирекционным углом.
Дирекционные углы применяются при выполнении засечек или прокладке полигонометрического хода путём передачи угловых измерений от направления с известным дирекционным углом к искомым.

Не стоит путать дирекционный угол и пеленг.

## Взаимосвязь Дирекционного угла с прочими углами ориентирования

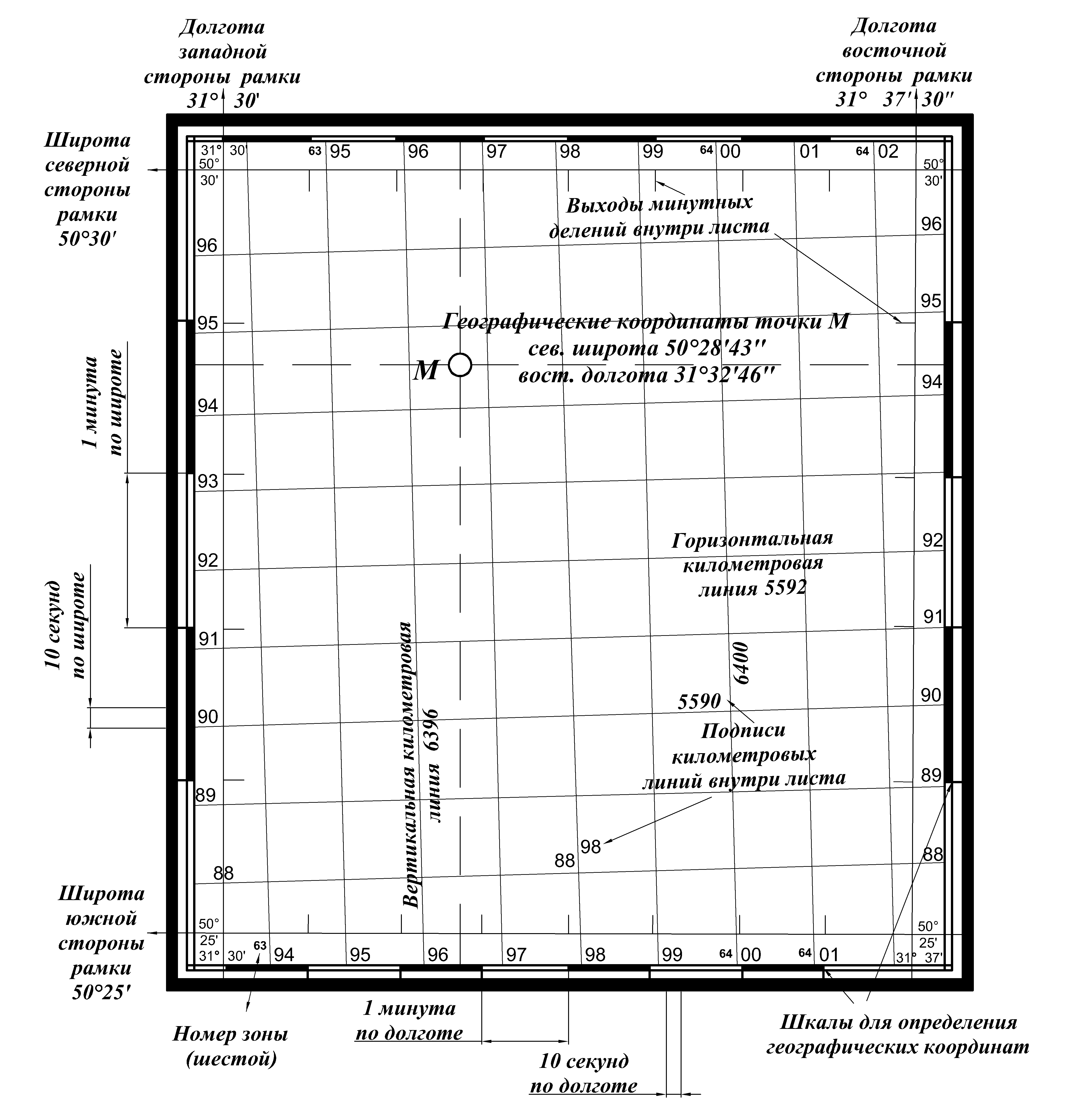
Шкалы географических координат и километровая сетка на карте масштабом 1:25000. Сопоставление угловых и прямоугольных координат

Дирекционные углы направлений могут определяться геодезическим, магнитным, астрономическим и гироскопическим способами, а также методами космической геодезии.

### Магнитный азимут
Магнитный способ заключается в определении с помощью магнитной стрелки компаса (буссоли) и по данным о склонении магнитной стрелки.
Приближенные значения дирекционных углов направлений ({\displaystyle \alpha }) с точностью порядка 10-25 угловых минут могут быть вычислены из значения магнитного азимута направления ({\displaystyle Am}), который определен с помощью компаса или ориентир-буссоли, которая входит в комплект дополнительного оборудования теодолитов и тахеометров. Ориентир-буссоль предназначена для определения магнитных азимутов направлений (с точностью 1-60 угловых секунд). Для перехода от магнитного азимута к дирекционному углу необходимо знать Склонение магнитной стрелки ({\displaystyle \gamma }), которое определяется, как правило, на исходном геодезическом пункте в районе выполнения работ и указана на топографических картах. 
{\displaystyle \alpha =Am-\gamma .}

### Географический азимут
Географический азимут является обобщающим понятием, означающим угол между «направлением на север» и направлением на точку. Правильнее всего понимать географический азимут как угол между меридианом, проходящим через точку, и направлением на точку. В профессиональной среде понятие «географический азимут» не используется из-за неоднозначности его толкования. Правильным является использование понятий «геодезический азимут», «дирекционный угол» и «магнитный азимут», которые связаны друг с другом гауссовым сближением и магнитным склонением в данной точке.

### Геодезический румб
Связь между Геодезический румбом и дирекционным углом устанавливается по формулам:
I Четверть - {\displaystyle \alpha =r}
II Четверть {\displaystyle 180-\alpha =r}
III Четверть {\displaystyle \alpha -180=r}
IV четверть {\displaystyle 360-\alpha =r}

### Навигационный румб
Связь между Навигационный и дирекционным углом устанавливается по формуле:
{\displaystyle \alpha =Ag\pm \gamma .}
- уход магнитной стрелки влево относительно норда
+ уход магнитной стрелки вправо относительно норда

### Сближение меридианов
Сближение меридианов - угол между истинным меридианом и вертикальной линией километровой сетки или линией параллельной ей.
Сближение меридианов, указываемое на топографических картах, относится к средней (центральной) точке листа.

## Обратная геодезическая задача

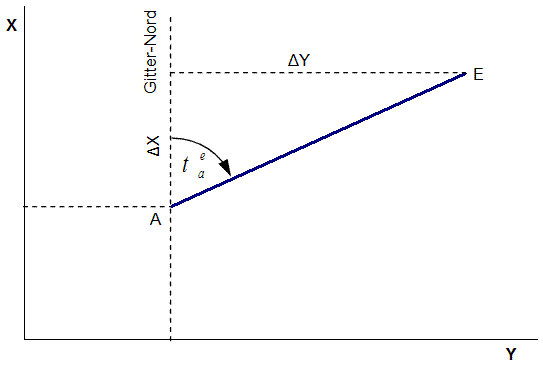
Дирекционный угол в декартовых координатах

Дирекционный угол направления на ориентир может быть вычислен путём решения обратной геодезической задачи если известны плоские прямоугольные координаты исходной точки и ориентира.
Решение обратной геодезической задачи выполняется в следующем порядке:
1) вычисляют приращения координат:
{\displaystyle \Delta X=X_{2}-X_{1}.}
{\displaystyle \Delta Y=Y_{2}-Y_{1}.}
2) из решения прямоугольного треугольника определяют румб линии:
{\displaystyle \mathrm {tg} r={\frac {\Delta Y}{\Delta X}}}.
откуда
{\displaystyle r=\operatorname {arctg} {\frac {\pm \Delta Y}{\pm \Delta X}}}
3) по знакам приращений координат и по известному румбу линии определяют дирекционный угол линии
| № | Четверть (направление) | связь румба и дирекционного угла | Знак приращения {\displaystyle \Delta X} | Знак приращения {\displaystyle \Delta Y} |
| - | ---------------------- | -------------------------------- | ---------------------------------------- | ---------------------------------------- |
| 1 | северо-восток          | {\displaystyle \alpha =r}        | +                                        | +                                        |
| 2 | юго-восток             | {\displaystyle 180-\alpha =r}    | -                                        | +                                        |
| 3 | юго-запад              | {\displaystyle \alpha -180=r}    | -                                        | -                                        |
| 4 | северо-запад           | {\displaystyle 360-\alpha =r}    | +                                        | -                                        |

4) определяют горизонтальное проложение (длину линии)
{\displaystyle D={\frac {\Delta X}{\operatorname {cos} \alpha }}}
{\displaystyle D={\frac {\Delta Y}{\operatorname {sin} \alpha }}}
{\displaystyle D={\sqrt {\Delta X^{2}+\Delta Y^{2}}}}.